# Staf Depla
Gustave Christiaan Frans Maurits (Staf) Depla (Eindhoven, 17 juni 1960) is een Nederlands ingenieur, politicus en bestuurder. Namens de PvdA was hij Tweede Kamerlid (2000–2002, 2003–2010) en wethouder van Eindhoven (2010–2018).

## Levensloop
Depla ging van 1972 tot 1978 naar het vwo op het Sint-Joriscollege. Hij studeerde van 1978 tot 1986 cultuurtechniek aan de Landbouwuniversiteit Wageningen, waar hij afstudeerde in de planologie. Van 1985 tot 1987 werkte hij voor zijn vervangende dienstplicht bij de wetenschapswinkel van de Landbouwuniversiteit Wageningen. Van 1987 tot 1991 was hij secretaris van de N.A.J.K. (Nederlands Agrarisch Jongeren Kontakt) en van 1990 tot 1991 secretaris ad interim van de Nederlandse Federatie van Plattelandsjongeren Organisaties. Daarna werkte hij tussen 1991 en 2000 onder meer voor het ministerie van Volkshuisvesting, Ruimtelijke Ordening en Milieubeheer, Rijkswaterstaat en de Dienst Landelijk Gebied.
Op 4 oktober 2000 kwam Depla namens de Partij van de Arbeid tussentijds in de Tweede Kamer, als opvolger van Jan van Zijl. Bij de Tweede Kamerverkiezingen 2002 werd hij door het grote verlies van de PvdA niet herkozen. Na de Tweede Kamerverkiezingen 2003 keerde hij echter met ingang van 30 januari 2003 wel terug in het parlement. Voor deze laatste verkiezingen voerde hij samen met partijgenoten Jeroen Dijsselbloem en Diederik Samsom campagne als Rode Ingenieurs.
In de Tweede Kamer was Depla woordvoerder pensioenen, wonen, oude wijken en afbreken van de bureaucratie. Met Peter van Wijmen (CDA) heeft hij een initiatiefwet gemaakt die een einde moest maken aan grondspeculatie. Deze aanscherping van de wet voorkeursrecht gemeenten is aangenomen in de Eerste Kamer op de dag dat het tweede kabinet Kok viel op de kwestie Srebrenica. Met João Varela (LPF) diende Depla in 2003 een initiatiefwetsvoorstel in om de herverzekeringsplicht voor gesloten pensioenfondsen te versoepelen. Dit voorstel werd in 2004 door zowel de Tweede als de Eerste Kamer aangenomen. Met Jelleke Veenendaal (VVD) bracht hij in 2005 een initiatiefnota uit waarin werd gepleit voor het harder aanpakken van onverbeterlijke huisjesmelkers. In 2006 bracht hij een initiatiefnota uit over de gevolgen van de stelselwijziging in het huurbeleid. En in 2007 maakte hij met een initiatiefwet banksparen mogelijk, waardoor de gedwongen winkelnering bij verzekeraars voor het sparen voor het pensioen werd afgeschaft.
Op 10 maart 2010 maakte Depla bekend dat hij na de Tweede Kamerverkiezingen op 9 juni 2010 niet in het parlement zou terugkeren en dat hij zich voor zijn partij als kandidaat-wethouder in zijn woonplaats Utrecht had gemeld. Op 27 april 2010 echter werd hij benoemd als wethouder van Financiën, Dienstverlening & Organisatie in zijn geboorteplaats Eindhoven, in welke functie hij op 12 mei 2010 aantrad. In de Tweede Kamer werd hij opgevolgd door Nebahat Albayrak. Vanaf 2014 was hij er wethouder van Werk, Economie, Beroepsonderwijs en Spoorzone. Na de gemeenteraadsverkiezingen 2018 keerde hij niet terug als wethouder. Depla werd per 1 juni 2019 benoemd tot voorzitter van de Mijnraad. Daarnaast is hij sinds 2018 zelfstandig adviseur. Hij bekleedt ook diverse bestuursfuncties, onder andere als voorzitter, als commissaris en als toezichthouder.
Depla is een kleinzoon van oud-minister Frans Teulings. Broer Paul Depla is burgemeester van Breda en broer Frank Depla was raadslid in Eindhoven.
- Parlement.com: vg09llky9szi